# Ischnoptera speciosa
Ischnoptera speciosa är en kackerlacksart som beskrevs av Rocha e Silva och Fraga 1976. Ischnoptera speciosa ingår i släktet Ischnoptera och familjen småkackerlackor. Inga underarter finns listade i Catalogue of Life.